# Diocèse de San Francisco de Macorís
Ne doit pas être confondu avec Archidiocèse de San Francisco, Diocèse de San Francisco ou Diocèse de Saint-François-d'Assise de Jutiapa.
Le diocèse de San Francisco de Macorís (en latin : Dioecesis Sancti Francisci de Macoris ; en espagnol : Diócesis de San Francisco de Macorís) est un diocèse de l'Église catholique en République dominicaine, suffragant de l'archidiocèse de Santiago de los Caballeros.

## Territoire

Diocèse de San Francisco de Macorís

Il est situé sur les provinces de Duarte, María Trinidad Sánchez, et Samaná avec un territoire d'une superficie de 4 124 km2 divisé en 48 paroisses. Le siège épiscopal est à San Francisco de Macorís où se trouve la cathédrale sainte Anne.

## Histoire
Le diocèse est érigé le 16 janvier 1978 par la constitution apostolique Aptiora in dies du pape Paul VI en prenant sur le territoire du diocèse de La Vega et de Santiago de los Caballeros (aujourd'hui archidiocèse),.
Lors de sa création, il est nommé suffragant de l'archidiocèse de Saint-Domingue. Le 14 février 1994, il intègre la province ecclésiastique de l'archidiocèse de Santiago de los Caballeros.

## Évêques
- Nicolás de Jesús López Rodríguez (1978-1981) nommé archevêque de Saint-Domingue
  - Sede vacante (1981-1984)
- Jesús María de Jesús Moya (1984-2012)
- Fausto Ramón Mejía Vallejo (2012-2021)
- Ramón Alfredo de la Cruz Baldera (2021- )